# Moritz Kerz
Moritz Kerz (Frankfurt am Main, 1 de maio de 1983) é um matemático alemão, que trabalha com geometria algébrica e K-teoria algébrica.

## Vida
Após o Abitur Kerz estudou matemática e física teórica a partir de 2002 em Frankfurt am Main na Universidade de Frankfurt, e a partir de 2004 na Universidade de Mainz, onde obteve em 2005 o diploma de matemática sob a supervisão de Stefan Müller-Stach. Em 2005-2006 foi pesquisador visitante na Universidade de Cambridge, onde trabalhou com Burt Totaro. Em 2008 obteve um doutorado na Universidade de Regensburgo, orientado por Uwe Jannsen (e Stefan Müller-Stach), com a tese Milnor K-Theory of local rings. É desde 2011 professor em Regensburgo.
Recebeu o Prêmio Carus de 2012 da Academia Leopoldina. Recebeu a primeira Medalha Minkowski em 2020.